# Boženka
Boženka je žensko osebno ime.

## Izvor imena
Ime Boženka je različica ženskih osebnih imen Božana oziroma Božena.

## Pogostost imena
Po podatkih Statističnega urada Republike Slovenije je bilo na dan 31. decembra 2007 v Sloveniji število ženskih oseb z imenom Boženka: 48.

## Osebni praznik
Osebe z imenom Boženka lahko godujejo takrat kot osebe z imenom Božana oz. Božena.